# Keizerlijke trap

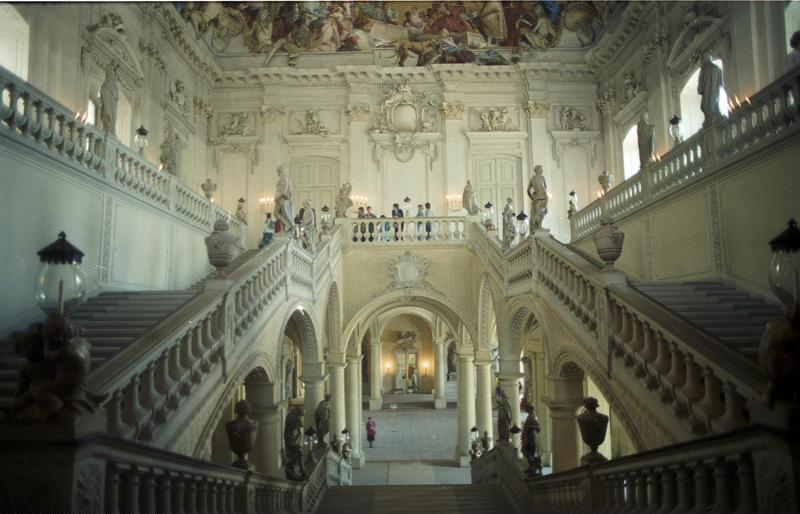
De keizerlijke trap in de Residentie van Würzburg, een ontwerp van Balthasar Neumann uit 1737

Een keizerlijke trap (ook wel keizerstrap of imperiale trap) is een staatsietrap die zich bevindt in een omvangrijk open trappenhuis en begint met één steek om na een keerbordes 180° te draaien en naar de verdieping te leiden met twee steken links en rechts van en parallel aan de eerste steek (of beginnend met twee en eindigend met één). Dit imposante traptype werd voor het eerst toegepast in Spanje aan het eind van de 16e eeuw in het Escorial. Van daaruit werd het overgenomen in de paleizen van vele Europese hoven. Het hoogtepunt werd bereikt in de Duitse rococo paleizen van de 18e eeuw. De term stamt oorspronkelijk uit het Spaans ("Escalera imperial") en werd in 1968 geherintroduceerd door de architectuurhistoricus Nikolaus Pevsner in zijn Outline of European architecture.

## Ontstaan

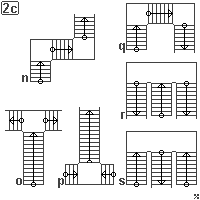
Schematisch overzicht van verschillende typen trappen; hierbij stellen (r) en (s) de twee verschillende typen keizerlijke trappen voor

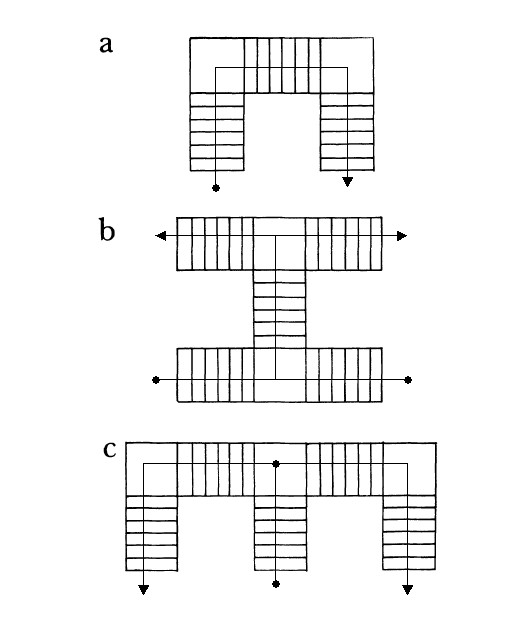
Schematisch overzicht van de ontwikkelingsfasen richting de keizerlijke trap in Spanje

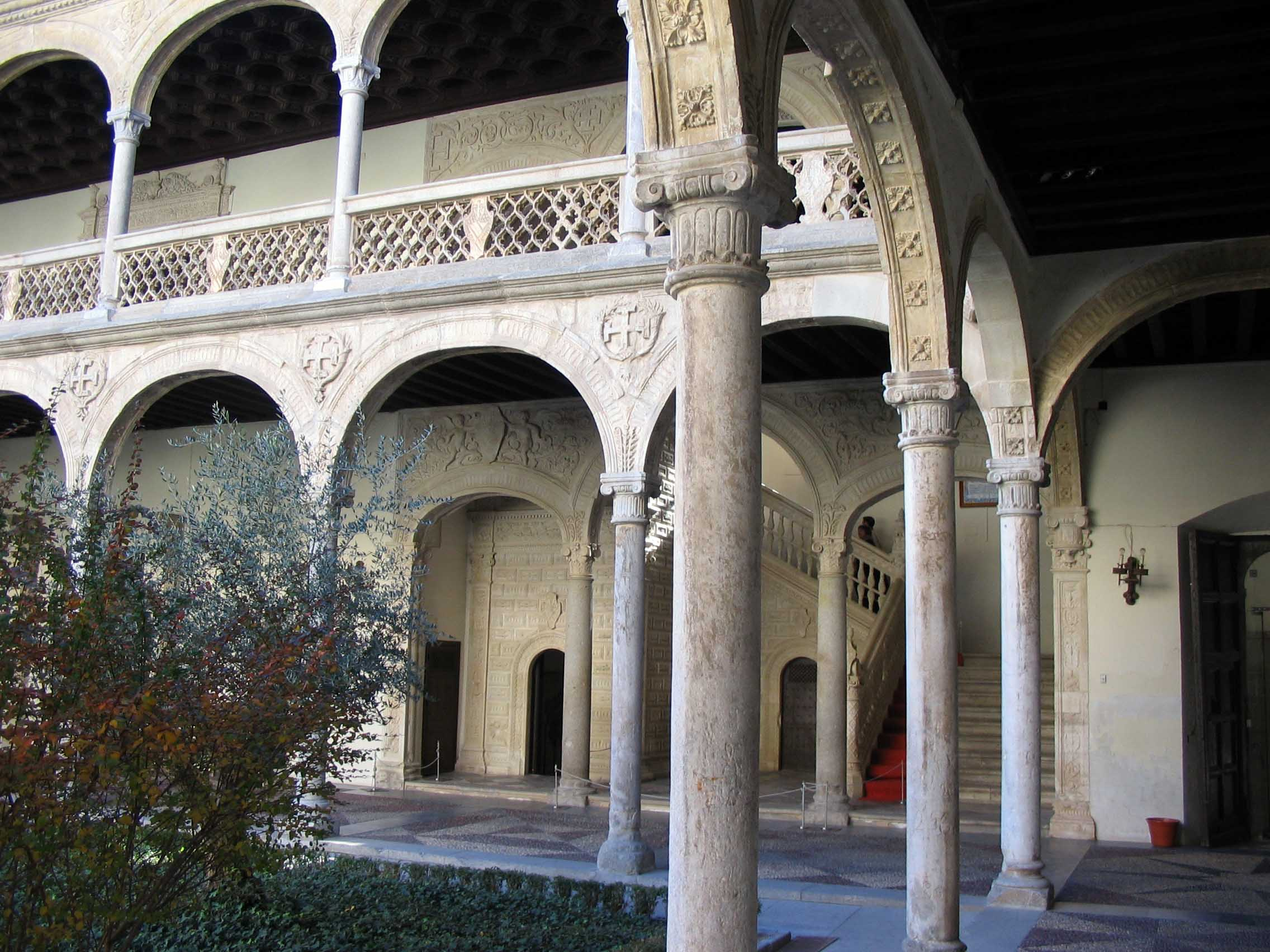
Zicht vanuit de binnenplaats van het Hospital de Santa Cruz in Toledo op twee van de drie steken van de ↑→↓trap

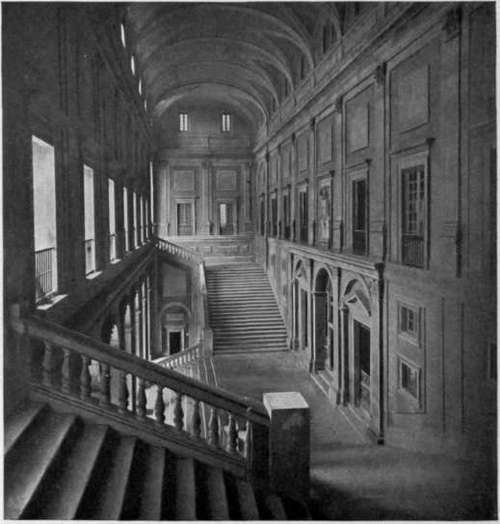
De trap in het Alcázar van Toledo

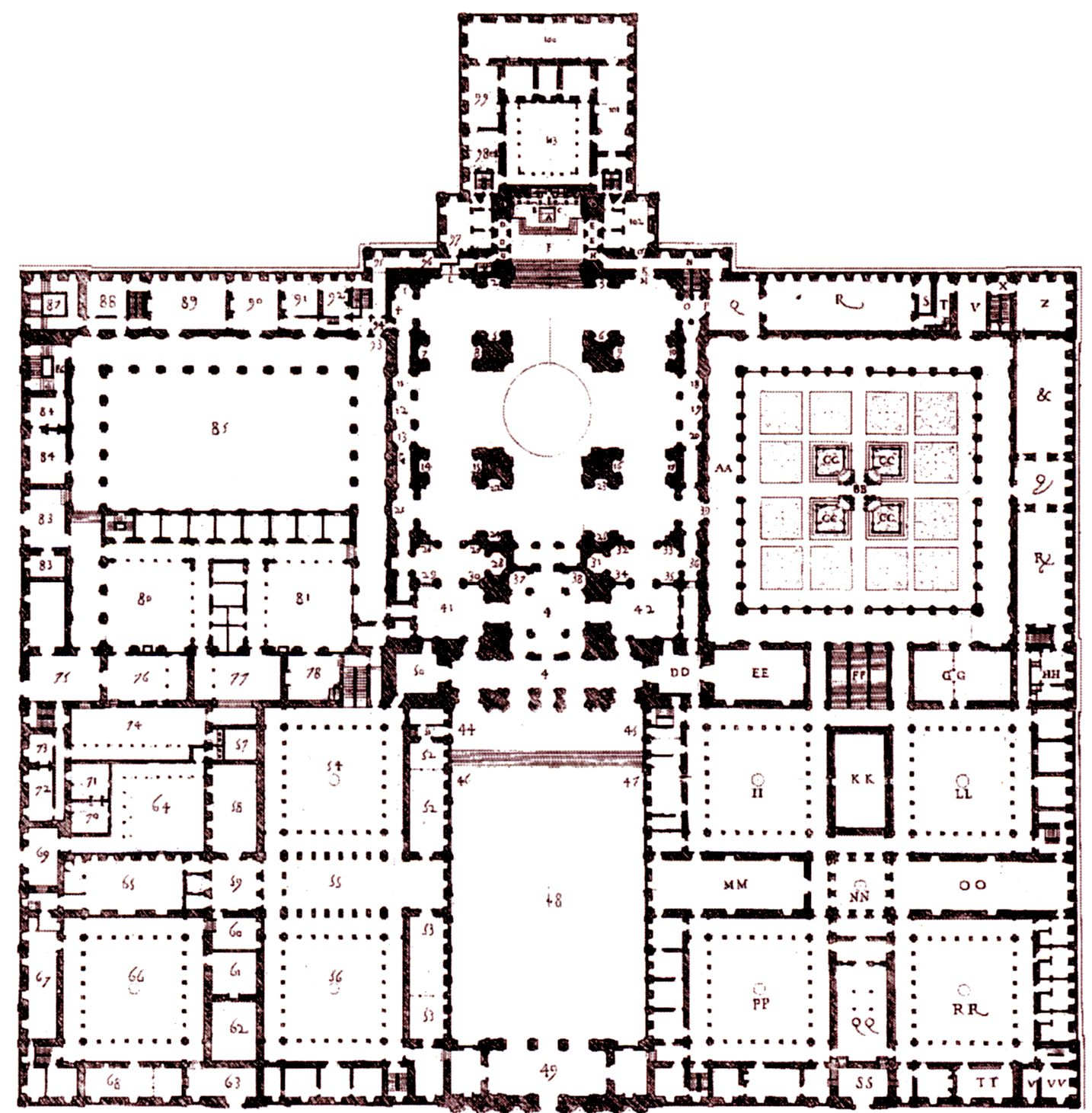
Plattegrond van het Escorial. De keizerlijke trap bevindt zich rechts tussen de beide binnenhoven en wordt aangeduid met FF

In het ontwerp van Juan de Herrera voor de in 1571 uitgevoerde keizerlijke trap in Escorial verenigde zich een tweetal reeds bestaande trapvormen tot wat een zeer vruchtbaar nieuw type zo blijken te zijn. Enerzijds is er de asymmetrische trap waarbij verschillende steken na elkaar volgen en de gebruiker maar één route naar het andere niveau kan volgen (in de tekeningen zijn dit trappen a, n en q). Belangrijk voor de ontwikkeling van de keizerlijke trap is de asymmetrische variant die in de zestiende eeuw voornamelijk in Spanje gebruikelijk was. Het betreft het type trap dat in een open trappenhuis met een opeenvolging van steken drie zijden van een rechthoek volgt (tekening a en q). Het voornaamste wat het Spaanse type onderscheidt van contemporaine voorbeelden in bijvoorbeeld Italië is het open trappenhuis. Vanaf elke plek op de trap is de rest van de trap te overzien. In Italië was het daarentegen gebruik om elke steek door wanden van de andere te scheiden; zicht op de gehele trap is dan ook niet mogelijk.
In Spanje werd vanaf de jaren veertig van de zestiende eeuw vanuit het ↑→↓ type met open trappenhuis door architecten gezocht naar mogelijkheden om tot een symmetrische trap, de andere ontstaanskern van de keizerlijke trap, te komen. Bij een symmetrische trap lopen meerdere steken parallel op en kan de gebruiker van de trap dus verschillende routes volgen (tekening o, p, r en s). De reden om dergelijke trappen toe te passen is niet zo zeer praktisch maar veel eerder esthetisch. De trap is zo meer in harmonie met de vaak symmetrische ontwerpen van renaissancegebouwen. Een eerste doorbraak in de toepassing van de symmetrische trap in Spanje volgde in 1548 bij het gereedkomen van de vernieuwingen van het middeleeuwse alcázar van Madrid. In deze voorloper van het huidige Palacio Real werd door de architect Alonso de Covarrubias het idee van de ↑→↓ trap gemanipuleerd om een trap in de vorm van een liggende H te verkrijgen (tekening b). Twee trappen van het het oude type zijn in het ontwerp 90° gekanteld en rug tegen rug geplaatst, zodat ze de middelste steek delen. Een volgende stap was de trap van het Alcázar van Toledo. De architect van deze trap was een assistent van Juan de Herrera en hij kwam op een andere variant van het ↑→↓ type, ditmaal delen twee trappen namelijk de eerste steek (tekening c). De laatste stap die De Herrera hierna zette bij zijn ontwerp voor de keizerlijke trap in het Escorial was niet heel groot meer maar wel wezenlijk. Door het verwijderen van de twee naar de zijkant gerichte steken vereenvoudigde hij het trapontwerp tot de eenvoudigste symmetrische vorm met drie parallelle steken. Hoewel de vorm van de oorspronkelijke ↑→↓ trap hier volledig verdwenen is, bleef de kern, namelijk het open trappenhuis, bewaard. Wat het ontwerp van De Herrera, zeker voor Spanje, zo revolutionair maakte was dat de trap een centrale plaats in het ontwerp kreeg en niet weggestopt was in een restruimte.

## Bloeiperiode
De unieke combinatie van bestaande elementen in de trap van het Escorial - symmetrie, een open trappenhuis, drie parallelle steken en de trap als centraal onderdeel in het gebouw - zou uitermate geschikt blijken te zijn voor toepassing in latere Europese paleizen. Was de trap voorheen vaak namelijk nog een weggestopte spil- of bordestrap, vanaf de zestiende eeuw nam de trap meer en meer een prominente plaats in het interieur in. Vooral gedurende de barok en het rococo werd de representatieve staatsietrap een wezenlijk onderdeel van de paleisaanleg. Bij feesten en ontvangsten speelde de trap een centrale rol. Ook in de negentiende eeuw bleef de keizerlijke trap gewild. Naast toepassingen in paleizen is de trap dan ook te vinden in onder andere musea, operagebouwen en stations. Vooral in dat laatste geval werd dit type trap niet alleen om zijn voorname uitstraling verkozen maar ook omdat de twee steken het mogelijk maakt twee tegengestelde stromen gebruikers eenvoudig te verwerken.

## Beroemde voorbeelden

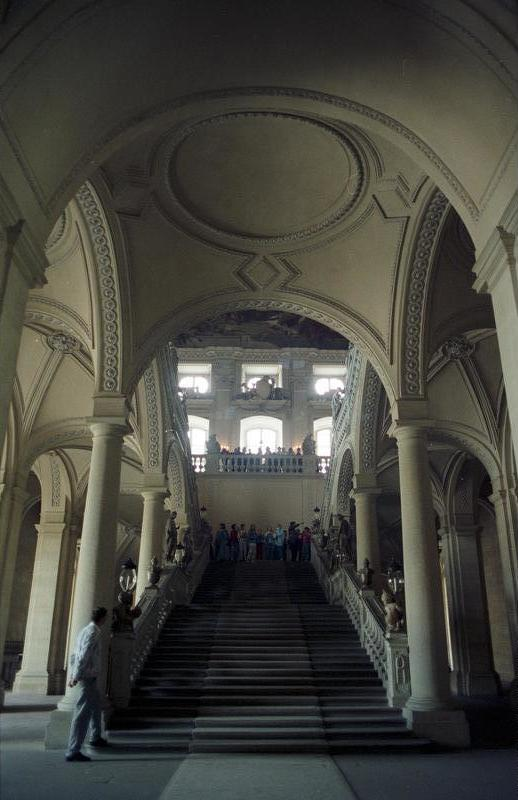
De keizerlijke trap in de residentie van Würzburg, gezien vanuit de vestibule

### De Residentie van Würzburg
De keizerlijke trap in de Residentie van Würzburg is een schepping van de Duitse architect Balthasar Neumann. De trap bevindt zich in een kolossaal trappenhuis (19x32 m en 23 m hoog, vergelijkbaar met de Burgerzaal van het Paleis op de Dam) overspannen met een troggewelf. Het gewelf is gedecoreerd met een fresco van de hand van Giovanni Battista Tiepolo. Met 677 m² is dit het grootste fresco ter wereld. Het trappenhuis wordt betreden via een vestibule die opzettelijk zeer bescheiden is opgezet: laag, donker en ingetogen gedecoreerd. Vanuit daar betreedt de gebruiker de middelste steek van 40 treden die onderbroken wordt met een tussenbordes. Al stijgend wordt meer van het fresco en de omringende stuccodecoratie zichtbaar en wordt de ruimte lichter. Na het omdraaien op het keerbordes ontvouwt de gehele lichte ruimte zich pas volledig en wordt het ritme en de symmetrie van de trap met zijn stijgende en dalende balustraden duidelijk.
Het ontwerp van de trap kwam in een aantal fasen tot stand. In de eerste opzet waren twee naar verhouding kleine U-vormige trappen met ieder twee steken gepland. In een volgende fase verving Neumann deze beide trappen door een tweetal keizerlijke trappen. Na een onderhoud met de Franse architect Robert de Cotte werd besloten een van deze trappen te schrappen en de overblijvende aanzienlijk te vergroten. De trap kwam nu vrij in de ruimte te staan met in de vestibule een omgang rond de trap. Neumann versterkte dit effect nog door in een volgende ontwerpfase ook alle steunpilaren voor het gewelf van het trappenhuis te verwijderen. De trap kwam uiteindelijk in 1737 gereed.

### Slot Augustusburg in Brühl
Een volgende schepping van Neumann was de keizerlijke trap in het Slot Augustusburg in Brühl. Het trappenhuis is hier bescheidener in omvang dan in Würzburg maar veel uitbundiger gedecoreerd. Onder een koepel met een frescoschildering van de Lombardische schilder Carlo Innocenzo Carlone bevinden zich allerhande stucco-decoraties, zoals kariatiden en in scagliola uitgevoerde zuilen. Door het consequent doorvoeren van de decoraties is ook de vestibule hier een integraal onderdeel van het trappenhuis geworden. Doordat alles zo volledig met elkaar in harmonie is, is dit Prunktreppenhaus meer nog dan zijn tegenhanger in Würzburg een Gesamtkunstwerk. De trap is hier meer deel van de ruimte dan een object in de ruimte. Het geheel, door de Duitse kunsthistoricus Paul Clemen (1866-1947) de wirkungsvollste, glücklichste, prächtigste und schönste Leistung des Rokoko in ganz Deutschland genoemd, kwam tussen 1740 en 1760 tot stand.

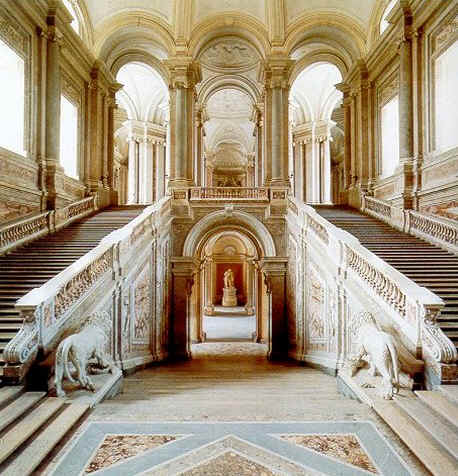
de keizerlijke trap in het paleis van Caserta

### Het paleis van Caserta
Ook in Italië werden in deze periode dergelijke grootschalige trappenhuizen tot stand gebracht. Een uitgelezen voorbeeld is de keizerlijke trap in het paleis van Caserta, de grootste trap van Italië. De trap werd tussen 1752-1780 gebouwd naar een ontwerp van de architect van het paleis Luigi Vanvitelli. De vestibule van de trap ligt volkomen centraal in het paleis op de kruising van de twee galerijen die het bouwwerk in vier vleugels verdelen. Vanaf hier voert één steek van deze als lui te karakteriseren marmeren trap omhoog. Bovenaan de eerste steek wordt de passage naar het keerbordes geflankeerd door twee leeuwen in Carrara marmer. Hier voeren vijf treden ter breedte van de balustrade aan beide kanten naar opzij. Dan voeren de twee keersteken naar een driedelige poort in de vorm van een triomfboog dat toegang geeft tot het paleis. Voornaamste verschil met de Duitse keizerlijke trappen is dat vanaf het keerbordes ook een doorgang rechtdoor, weg van de trap, gevolgd kan worden. Het grootse in roze marmer uitgevoerde trappenhuis wordt afgedekt door een koepel. De Duitse 19e-eeuwse historicus Ferdinand Gregorovius beschouwde het trappenhuis in Caserta als het schitterendste van Italië, met wellicht een uitzondering voor de Scala Regia van Bernini in het Vaticaan.

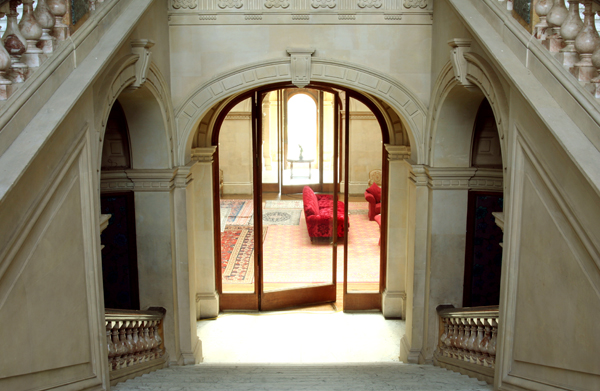
De keizerlijke trap in Mentmore Towers

### Mentmore Towers
De keizerlijke trap van het door Joseph Paxton tussen 1852 en 1854 ontworpen landhuis Mentmore Towers in Buckinghamshire is vergeleken met de vroegere voorbeelden zeer bescheiden. De in beige en groen marmer uitgevoerde trap vormt de verbinding tussen de vestibule en de grote zaal. De trap was een locatie in de film Brazil van Terry Gilliam.

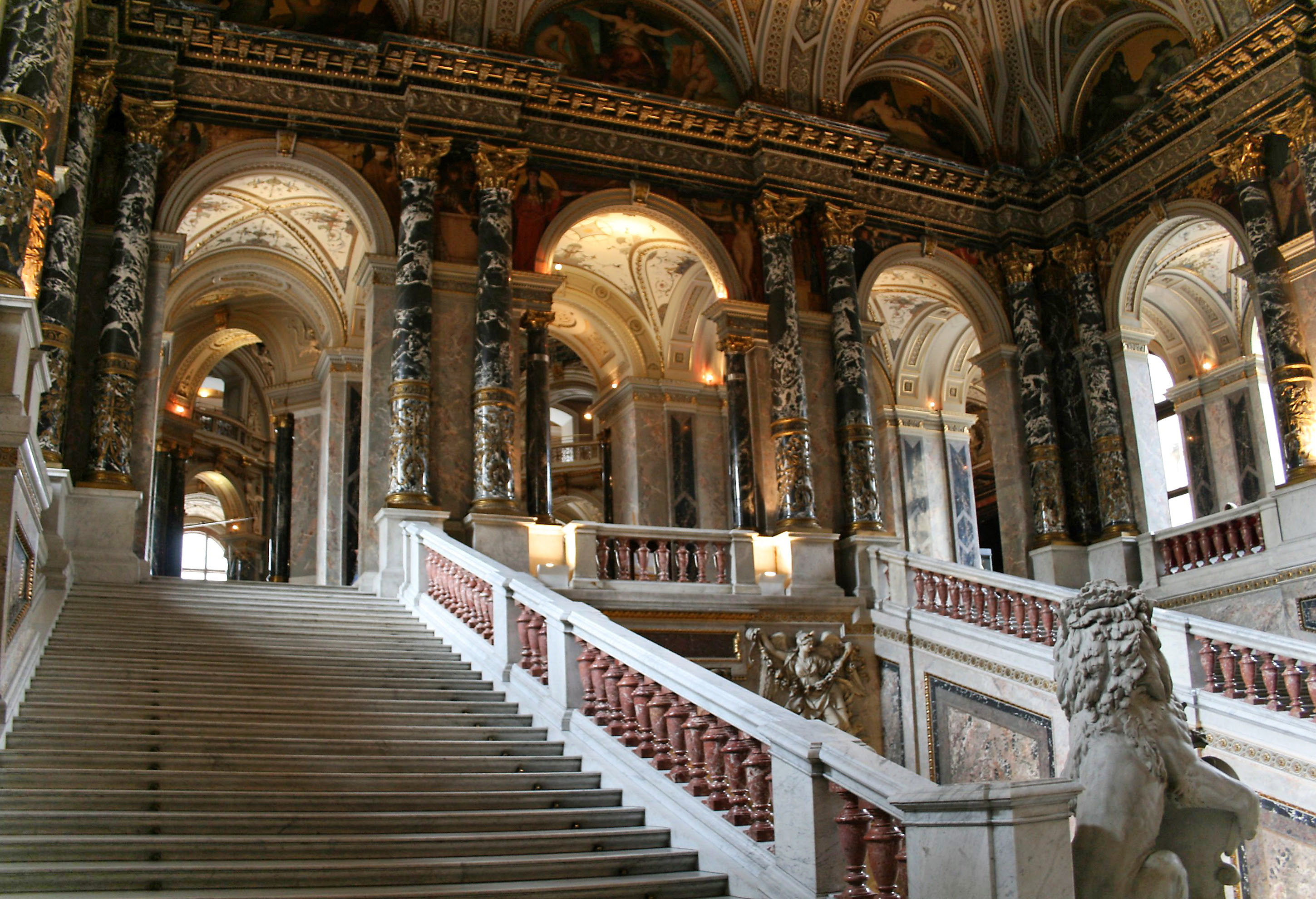
Zicht vanaf het keerbordes op de keizerlijke trap in het Kunsthistorisches Museum in Wenen

### Het Kunsthistorisches Museum in Wenen
Het Kunsthistorisches Museum in Wenen werd tussen 1872 en 1891 gebouwd naar ontwerpen van Gottfried Semper en Karl von Hasenauer. De keizerlijke trap in dit in opdracht van Franz Jozef I gebouwde museum doet in rijkdom niet onder voor de exemplaren uit de 18e eeuw. In veel opzichten is deze trap zelfs een directe navolging van het trappenhuis in het paleis van Caserta. De trap geeft toegang tot de schilderijenzalen van het museum en wordt bereikt vanuit de spaarzaam verlichte vestibule. Het heldere trappenhuis met de witmarmeren trappen is weelderig versierd met stucco, marmer en marmerimitatie (stucco lustro). Via de eerste steek komt de gebruiker op het keerbordes, geflankeerd door twee leeuwen. Vijf zijwaartse treden voeren daarop in beide richtingen naar de twee keersteken. Deze leiden naar de galerij die op de bovenste verdieping rond de trap loopt en toegang geeft tot de verschillende zalen. Het trappenhuis wordt met een plafondschildering van de Hongaarse kunstenaar Mihály Munkácsy overspannen. Ook andere bekende kunstenaars, zoals Hans Makart, Franz Matsch en Ernst en Gustav Klimt, werkten mee aan de decoratie van het trappenhuis.
Het Naturhistorisches Museum aan de overzijde van het Maria-Theresien-Platz bezit een vergelijkbare keizerlijke trap.

## Paleis op de Dam
Eind april 2006 ontstond er in Nederland enige commotie rond de voorgenomen afbraak van een keizerlijke trap in het Paleis op de Dam. Naar aanleiding van berichtgeving in de Amsterdamse krant Het Parool verschenen er ingezonden brieven en columns in landelijke kranten. Het verwijderen van de trap gebeurde in het kader van de in 2005 gestarte restauratie van het paleis. De trap moest hierbij gedeeltelijk wijken voor een goederenlift. Vanwege de functie van het gebouw als koninklijk paleis werd de bouw- en monumentenaanvraag vertrouwelijk behandeld. Mede hierdoor was niet voor iedereen de betekenis van de trap geheel duidelijk. Dat de landelijke Rijksdienst voor de Monumentenzorg en het lokale Bureau Monumenten & Archeologie tegengestelde adviezen hadden gegeven over de wenselijkheid van behoud van de trap, maakte de situatie ook niet veel helderder. Uiteindelijk lijkt de hele zaak echter met een sisser afgelopen te zijn. De keizerlijke trap bleek al in 1937 grotendeels door een betonnen exemplaar vervangen te zijn en nog maar amper authentieke 17e-eeuwse delen te bevatten. Anderzijds blijft het argument van de Rijksdienst voor de Monumentenzorg dat verwijdering van de trap de symmetrie van het paleis aantast wel bestaan. In ieder geval werd de afbraak doorgevoerd en van de trap over verschillende verdiepingen een steek verwijderd om plaats te maken voor de lift. De voornaamste aanleiding voor de commotie was waarschijnlijk de wat bedrieglijk gebruikte term keizerlijke trap, die hier louter verwees naar de vorm met drie steken. Andere typische elementen ontbreken hier namelijk. Er is geen open trappenhuis: De verschillende steken zijn met wanden van elkaar gescheiden. Bovendien vormt de trap een onderdeel van een hoger opgaand trappenhuis.